# Битка при Брайтенфелд
Битката при Брайтенфелд е сражение от Тридесетгодишната война, състояло се на 17 септември 1631 г. край Брайтенфелд, Саксония, между протестантските армии, командвани от шведския крал Густав II Адолф и католиците начело с граф фон Тили. В тази битка за пръв път се вижда изключителната сила на шведската армия и започва постепенен прелом във войната.

## Предистория
Откакто започва през 1618 г., Тридесетгодишната война се води при надмощието на католиците, представлявани от Австрия, Бавария и Испания. През 20-те години те се справят както с чехите, така и с Пфалц и Дания. Густав Адолф (1611 – 1632) преценява, че широкият излаз на австрийците на северните германски брегове застрашава шведските интереси в Балтийско море, така че през юли 1630 г. навлиза с 13 000 души в Германия. Подкрепян масово от селяните и гражданите, той увеличава силите си до 40 000, въпреки резервираното отношение на принцовете. Скоро обаче те са окуражени от намесата му и ултимативно искат от император Фердинанд II повече права и свободи. В края на 1630 г. католиците начело с Тили и Папенхайм обсаждат Магдебург – съюзник на шведите. С блестяща маневра през април 1631 г. Густав Адолф превзема Франкфурт на Одер, надявайки се да откъсне Тили от обсадата. В това отношение не постига успех, защото през май Магдебург пада и е подложен на пълно разорение. Това събитие кара шведския крал да потърси решителна битка и да се разправи с армията на Тили. В средата на септември двете армии се срещат край градчето Брайтенфелд на североизток от Лайпциг.

## Ход на битката
Густав Адолф има 26 000 шведи и 16 000 саксонски съюзници, докато силите на Тили наброяват само 36 000 души. В центъра Тили поставя пехотата под свое командване, а конницата заема фланговете. Той поема и десния фланг, а левия оставя на Папенхайм. В противниковия лагер саксонците са поставени вляво, шведската пехота в центъра, а конницата – вдясно. Малък резерв от конници подкрепя действията на центъра. Битката започва с ожесточен артилерийски обстрел от шведска страна срещу силите на Папенхайм, проведен от известния генерал Торстенсон. В резултат редът и бойният дух на тази част от католическата армия спадат. За да сложи край на това, Папенхайм нарежда конницата да нападне противника, но Густав Адолф изпраща резерва срещу нея. Имперските сили са отблъснати и това крило от армията значително е отслабено.
Междувременно Тили атакува левия фланг на шведите, принуждава саксонците да отстъпят и шведският център се оказва обиколен от две страни от превъзхождащ го враг. Опитът на Тили да унищожи центъра обаче е отблъснат от по-мобилните и добре обучени шведски войници. Густав Адолф извежда на фронта сили от втората линия, създава нов фронт, така че обърканите саксонци да бъдат защитени и кара дясното си крило да настъпи. То не само разбива силите на Папенхайм, но и слага ръка на артилерията на Тили, с което го лишава от огнева подкрепа. Така с по-умели размествания на частите шведите не само запазват своето ляво крило, но и унищожават противниковото, с което всъщност печелят сражението. Когато комуникациите с Лайпциг биват отрязани и заобиколено от три страни, армията на Тили рухва. Самият той, лошо ранен, е принуден да бяга от бойното поле. Останалите части се изтеглят в Лайпциг, но и той е изоставен на следващия ден. Общо имперската католическа армия изгубва 13 000 войници срещу 2100 шведи и саксонци.

## Последици
В резултат от тази победа Густав Адолф поставя под свой контрол цяла Северна Германия и по единодушната преценка на историците спасява протестантството в региона.
В тактически план, победата при Брайтенфелд показва предимствата на военните реформи, проведени от Густав Адолф, които превръщат шведската армия в една от най-успешните бойни машини в Европа за целия XVII век. Нововъведената мобилна полева артилерия, променения маниер на стрелба от страна на пехотата и използването на кавалерията за нанасяне на решителни флангови атаки се превръщат в еталон за водене на боевете до края на Тридесетгодишната война, а и по време на войните на Луи XIV.